# SuperLega de 2018–19
A SuperLega de 2018–19 foi a 74.ª edição da primeira divisão do campeonato italiano de voleibol, competição esta organizada pela Lega Pallavolo Serie A, consórcio de clubes filiado à Federação Italiana de Voleibol (FIPAV) , por questões de patrocinadores chamada de "SuperLega Credem Banca". Participam do torneio quatorze equipes provenientes de treze províncias italianas.
A equipe do Cucine Lube Civitanova conquistou seu quinto título ao vencer o Sir Safety Perugia após três vitórias na série final, tendo o ponteiro Osmany Juantorena como o melhor jogador da final e Wilfredo León encerrou a temporada com 702 pontos marcados.

## Equipes participantes
| Equipe Nome fantasia                                 | Cidade            | Ginásio                                   | Capacidade | Temporada 2017–18                           |
| ---------------------------------------------------- | ----------------- | ----------------------------------------- | ---------- | ------------------------------------------- |
| Argos Volley Globo Banca Popolare del Frusinate Sora | Sora              | PalaCoccia Veroli                         | 3 500      | 13.º da fase classificatória                |
| Verona Volley Calzedonia Verona                      | Verona            | PalaOlimpia Vibo Valentia                 | 5 350      | 5.º da fase classificatória                 |
| Callipo Sport Tonno Callipo Calabria Vibo Valentia   | Vibo Valentia     | PalaValentia Vibo Valentia                | 2 500      | 12.º da fase classificatória                |
| Emma Villas Volley Emma Villas Siena                 | Siena             | PalaEstra Siena                           | 5 070      | Campeão da Série A2                         |
| Cucine Lube Civitanova                               | Treia             | PalaCivitanova Civitanova Marche          | 4 200      | Vice-campeão                                |
| Volley Milano Vero Volley Monza                      | Milão             | Palazzetto dello Sport Monza              | 4 500      | Vencedor do playoff 5.º posto               |
| Modena Volley Azimut Leo Shoes Modena                | Módena            | PalaPanini Módena                         | 6 000      | 3.º da fase classificatória (semifinalista) |
| New Mater Volley BCC Castellana Grotte               | Castellana Grotte | PalaFlorio Bari                           | 6 000      | 14.º da fase classificatória                |
| Pallavolo Padova Kioene Padova                       | Pádua             | PalaSanLazzaro Pádua                      | 3 916      | Perdedor do playoff 5.º posto               |
| Porto Robur Costa Consar Ravenna                     | Ravena            | PalaDeAndré Ravena                        | 3 500      | 8.º da fase classificatória                 |
| Powervolley Milano Revivre Axopower Milano           | Milão             | PalaYamamay Busto Arsizio                 | 5 000      | 6.º da fase classificatória                 |
| Sir Safety Perugia Sir Safety Conad Perugia          | Perúgia           | PalaEvangelisti Perúgia                   | 4 500      | Campeão                                     |
| Top Volley Top Volley Latina                         | Latina (Lácio)    | Palazzetto dello Sport Cisterna di Latina | 3 500      | 11.º da fase classificatória                |
| Trentino Volley Itas Trentino                        | Trento            | PalaTrento Trento                         | 4 000      | 4.º da fase classificatória (semifinalista) |

## Fase classificatória

### Classificação
- Vitória por 3 sets a 0 ou 3 a 1: 3 pontos para o vencedor;
- Vitória por 3 sets a 2: 2 pontos para o vencedor e 1 ponto para o perdedor.
- Não comparecimento, a equipe perde 2 pontos.
- Em caso de igualdade por pontos, os seguintes critérios servem como desempate: número de vitórias, média de sets e média de pontos.

|  | Equipes classificadas para as quartas de final |
|  | Equipes rebaixadas para a Série A2 de 2019–20  |

|     |                        |     | Jogos | Jogos | Jogos | Resultados | Resultados | Resultados | Resultados | Resultados | Resultados | Sets | Sets | Sets  | Pontos | Pontos | Pontos |
| Pos | Equipe                 | Pts | T     | V     | D     | 3–0        | 3–1        | 3–2        | 2–3        | 1–3        | 0–3        | V    | P    | R     | V      | P      | R      |
| --- | ---------------------- | --- | ----- | ----- | ----- | ---------- | ---------- | ---------- | ---------- | ---------- | ---------- | ---- | ---- | ----- | ------ | ------ | ------ |
| 1   | Sir Safety Perugia     | 67  | 26    | 22    | 4     | 14         | 7          | 1          | 2          | 1          | 1          | 71   | 21   | 3.381 | 2214   | 1886   | 1.174  |
| 2   | Trentino Volley        | 66  | 26    | 22    | 4     | 13         | 7          | 2          | 2          | 2          | 0          | 72   | 23   | 3.130 | 2270   | 1978   | 1.148  |
| 3   | Cucine Lube Civitanova | 65  | 26    | 23    | 3     | 13         | 6          | 4          | 0          | 1          | 2          | 70   | 23   | 3.043 | 2216   | 1922   | 1.153  |
| 4   | Modena Volley          | 49  | 26    | 18    | 8     | 9          | 3          | 6          | 1          | 4          | 3          | 60   | 39   | 1.538 | 2305   | 2151   | 1.072  |
| 5   | Powervolley Milano     | 49  | 26    | 17    | 9     | 5          | 7          | 5          | 3          | 2          | 4          | 59   | 44   | 1.341 | 2286   | 2257   | 1.013  |
| 6   | Calzedonia Verona      | 44  | 26    | 15    | 11    | 5          | 6          | 4          | 3          | 4          | 4          | 55   | 47   | 1.170 | 2283   | 2283   | 1,000  |
| 7   | Pallavolo Padova       | 40  | 26    | 14    | 12    | 5          | 6          | 3          | 1          | 5          | 6          | 49   | 48   | 1.021 | 2200   | 2178   | 1.010  |
| 8   | Volley Milano          | 39  | 26    | 13    | 13    | 2          | 8          | 3          | 3          | 5          | 5          | 50   | 53   | 0.943 | 2305   | 2310   | 0.998  |
| 9   | Argos Volley           | 28  | 26    | 9     | 17    | 2          | 4          | 3          | 4          | 6          | 7          | 41   | 61   | 0.672 | 2193   | 2321   | 0.945  |
| 10  | Porto Robur Costa      | 27  | 26    | 9     | 17    | 3          | 3          | 3          | 3          | 5          | 9          | 38   | 60   | 0.633 | 2134   | 2229   | 0.957  |
| 11  | Top Volley             | 25  | 26    | 9     | 17    | 1          | 4          | 4          | 2          | 5          | 10         | 36   | 63   | 0.571 | 2153   | 2326   | 0.926  |
| 12  | Callipo Sport          | 20  | 26    | 6     | 20    | 1          | 3          | 2          | 4          | 5          | 11         | 31   | 67   | 0.463 | 2089   | 2338   | 0.893  |
| 13  | Emma Villas Volley     | 17  | 26    | 3     | 23    | 0          | 1          | 2          | 10         | 10         | 3          | 39   | 74   | 0.527 | 2438   | 2632   | 0.926  |
| 14  | New Mater Volley       | 10  | 26    | 2     | 24    | 0          | 0          | 2          | 6          | 10         | 8          | 28   | 76   | 0.368 | 2189   | 2464   | 0.888  |

Fonte: LegaVolley

## Playoffs
|  | Quartas de final          | Quartas de final          | Quartas de final          | Quartas de final          | Quartas de final          |   |    | Semifinais             | Semifinais     | Semifinais     | Semifinais     | Semifinais     | Semifinais     | Semifinais     |  |  | Final        | Final              | Final        | Final        | Final        | Final        | Final        |
|  | 31 de março – 13 de abril | 31 de março – 13 de abril | 31 de março – 13 de abril | 31 de março – 13 de abril | 31 de março – 13 de abril |   |    | 16–28 de abril         | 16–28 de abril | 16–28 de abril | 16–28 de abril | 16–28 de abril | 16–28 de abril | 16–28 de abril |  |  | 1–14 de maio | 1–14 de maio       | 1–14 de maio | 1–14 de maio | 1–14 de maio | 1–14 de maio | 1–14 de maio |
|  |                           |                           |                           |                           |                           |   |    |                        |                |                |                |                |                |                |  |  |              |                    |              |              |              |              |              |
|  | 1°                        | Sir Safety Perugia        | 3                         | 2                         | 3                         |   |    |                        |                |                |                |                |                |                |  |  |              |                    |              |              |              |              |              |
|  | 8°                        | Volley Milano             | 0                         | 3                         | 0                         |   |    |                        |                |                |                |                |                |                |  |  |              |                    |              |              |              |              |              |
|  | 8°                        | Volley Milano             | 0                         | 3                         | 0                         |   | 1° | Sir Safety Perugia     | 3              | 2              | 3              | 0              | 3              |                |  |  |              |                    |              |              |              |              |              |
|  |                           |                           |                           |                           |                           |   | 1° | Sir Safety Perugia     | 3              | 2              | 3              | 0              | 3              |                |  |  |              |                    |              |              |              |              |              |
|  |                           | 4°                        | Modena Volley             | 1                         | 3                         | 1 | 3  | 2                      |                |                |                |                |                |                |  |  |              |                    |              |              |              |              |              |
|  | 4°                        | 4°                        | Modena Volley             | 1                         | 3                         | 1 | 3  | 2                      | Modena Volley  | 3              | 3              |                |                |                |  |  |              |                    |              |              |              |              |              |
|  | 4°                        |                           |                           |                           |                           |   |    |                        | Modena Volley  | 3              | 3              |                |                |                |  |  |              |                    |              |              |              |              |              |
|  | 5°                        | Powervolley Milano        | 0                         | 1                         |                           |   |    |                        |                |                |                |                |                |                |  |  |              |                    |              |              |              |              |              |
|  |                           |                           |                           |                           |                           |   |    |                        |                |                |                |                |                |                |  |  | 1°           | Sir Safety Perugia | 3            | 1            | 3            | 0            | 2            |
|  |                           |                           | 3°                        | Cucine Lube Civitanova    | 0                         | 3 | 0  | 3                      | 3              |                |                |                |                |                |  |  |              |                    |              |              |              |              |              |
|  | 2°                        | Trentino Volley           | 3                         | 0                         | 3                         |   |    |                        |                |                |                |                |                |                |  |  |              |                    |              |              |              |              |              |
|  | 7°                        | Pallavolo Padova          | 0                         | 3                         | 0                         |   |    |                        |                |                |                |                |                |                |  |  |              |                    |              |              |              |              |              |
|  | 7°                        | Pallavolo Padova          | 0                         | 3                         | 0                         |   | 2° | Trentino Volley        | 2              | 1              | 3              | 0              |                |                |  |  |              |                    |              |              |              |              |              |
|  |                           |                           |                           |                           |                           |   | 2° | Trentino Volley        | 2              | 1              | 3              | 0              |                |                |  |  |              |                    |              |              |              |              |              |
|  |                           | 3°                        | Cucine Lube Civitanova    | 3                         | 3                         | 2 | 3  |                        |                |                |                |                |                |                |  |  |              |                    |              |              |              |              |              |
|  | 3°                        | 3°                        | Cucine Lube Civitanova    | 3                         | 3                         | 2 | 3  | Cucine Lube Civitanova | 3              | 3              |                |                |                |                |  |  |              |                    |              |              |              |              |              |
|  | 3°                        |                           |                           |                           |                           |   |    | Cucine Lube Civitanova | 3              | 3              |                |                |                |                |  |  |              |                    |              |              |              |              |              |
|  | 6°                        | Calzedonia Verona         | 2                         | 1                         |                           |   |    |                        |                |                |                |                |                |                |  |  |              |                    |              |              |              |              |              |

Fonte: LegaVolley

## Classificação final
| Posição | Equipe                 | Classificação                |
| ------- | ---------------------- | ---------------------------- |
| 1       | Cucine Lube Civitanova | Liga dos Campeões de 2019–20 |
| 2       | Sir Safety Perugia     | Liga dos Campeões de 2019–20 |
| 3       | Trentino Volley        | Liga dos Campeões de 2019–20 |
| 4       | Modena Volley          | Taça CEV de 2019–20          |
| 5       | Powervolley Milano     | Taça Challenge de 2019–20    |
| 6       | Calzedonia Verona      | SuperLega de 2019–20         |
| 7       | Pallavolo Padova       | SuperLega de 2019–20         |
| 8       | Volley Milano          | SuperLega de 2019–20         |
| 9       | Argos Volley           | SuperLega de 2019–20         |
| 10      | Porto Robur Costa      | SuperLega de 2019–20         |
| 11      | Top Volley             | SuperLega de 2019–20         |
| 12      | Callipo Sport          | SuperLega de 2019–20         |
| 13      | Emma Villas Volley     | Série A2 de 2019–20          |
| 14      | New Mater Volley       | Série A2 de 2019–20          |

## Premiações
| SuperLega de 2018–19                        |
| Marcas                                      |
| ------------------------------------------- |
| Cucine Lube Civitanova Campeão (5.° título) |